# Ohnivý keř čili odhalená cesta mystická
Ohnivý keř čili odhalená cesta mystická je zásadním dílem české mystiky[zdroj⁠?!]. Bylo zařazeno do světového seznamu „Standardních prací o okultismu“ a stalo se rovněž jedním ze základních děl knihovny nejvyšší rady „Britské rosekruciánské společnosti“[zdroj⁠?!]. Jeho autorem je český badatel na poli okultismu a učitel mystiky Karel Weinfurter (1867–1942).

## Obsah

### I. díl
„Ohnivý keř“ je knihou praktické mystiky a je tedy především její učebnicí. Na svých 257 stranách (v I. vydání) popisuje mystiku jako cestu k poznání Boha a sjednocení s Ním skrze nalezení vlastní duše ši duchovního srdce, které je podle Bible chrámem Božím. Weinfurter v knize nabízí dva způsoby cvičení mystického vývoje: je to jednak metoda koncentrační, prakticky shodná s metodami východními, a metoda tzv. písmenových cvičení, příbuzná s mantra jógou, jak se jí vyučil u křesťansko-reosekruciánského duchovního učitele Mailändera a pocházející z učení J. B. Kerninga.
První vydání má jedenáct kapitol: I. Pojem mystiky, zvláště křesťanské; II. Mystické školy; III. Vůdce a jeho styky s žákem; IV. Meditace a koncentrace; V. Cvičení mantrická; VI. Původ mantrických cvičení; VII. Výňatky z některých mystiků středověkých; VIII. Mystické stavy; IX. Vnitřní slovo; X. Výsledky mystického školení; XI. Mystika a karma.
Pro vydání druhé byla kniha rozšířena o podstatnou část, kapitolu V., nazvanou „Tichá koncentrace u světců křesťanských“ – tomu bylo přizpůsobeno číslování dalších kapitol. Kniha byla dále doplněna i o mnoho dalšího textu – například významnou stať o tajemstvích stigmatizace; drobné úpravy byly však téměř na každé straně, takže její objem vzrostl na 289 stran. Autor sám toto druhé vydání označil za „v podstatě novou knihu“.

### II. díl
Druhý díl má dvě části: první tvoří překlad části Kerningova „Testamentu“, vzácného rukopis, vydaného tiskem v němčině r. 1907 díky Gustavu Meyrinkovi (v nakl. Altman). Tento „Testament“ ve Weinfurterově podání obsahuje ale jen dvě kapitoly – jednu věnovanou umění dechu a druhou písmenovým cvičením – s podrobnými Weinfurterovými vysvětlivkami, bez nichž by jejich obsah byl laikovi nesrozumitelný. Druhá část nazvaná „Praktická mystika – II. díl Ohnivého keře“ přináší kapitolu o úloze morálky v mystice, další poznámky ke koncentraci a vnitřnímu člověku, popisuje překážky na mystické cestě a hlavně obsahuje výklady některých mystických snů, symbolů a znamení, vycházejících většinou z rosenkruciánské tradice.

### III. díl
„Ohnivý keř – díl III. Praktická mystika“, kniha obsáhlejší, než obě dřívější. Na jejích 343 stranách se autor věnuje cvičením koncentrace z hlediska indické jógy, vysvětluje, jak s mystikou souvisí středověká alchymie, překládá výňatky z některých středověkých křesťanských mystiků, např. „Vnitřní život“ ze spisů Madame Bouviere de la Mothe Guyonové (dosud jediné překlady z děl této významné mystičky u nás), část biografie a citáty Mistra Eckharta, dále je tu celá Rozmluva Mistra s žákem „O nadsmyslném životě“ od Jakuba Böhma či výňatky z „Vnitřního hradu“ od sv. Terezie.
Především ale v tomto díle Weinfurter osvětluje různé mystické stavy; jednak jsou to schopnosti různého mystického zření, tedy předtuchy, nahlížení do astrálu, vidění myšlenek, duchů a duše věcí, nazírání do dálky, do minulosti a budoucnosti, čili prorocká schopnost, ale také vidění věcí božských. Dále je to tzv. vnitřní Slovo, nejdůležitější obdarování každého mystika, mystické vytržení čili samadhi, Boží oheň a mystická smrt, tedy stavy, kterým by měl každý mystik na své cestě dobře porozumět.
Třetí díl „Ohnivého keře“ je jakýmsi dotažením naznačených tajemství ještě blíže k hranici toho, co lze vůbec o mystice veřejně říci, co lze vyjádřit slovy. Autor se tu také vyznává, že před více než třiceti lety, v době, kdy ještě o mystice neměl ani zdání, obdržel při hledání svého duchovního vůdce zaslíbení, které se právě „Ohnivým keřem“ a dalším děním okolo mystiky u nás naplnilo.

## Osud knihy
Kniha poprvé vyšla o Velikonocích 1923 v edici nakladatelství Zmatlíka a Paličky „Knihovna šťastných lidí“. Autorovi tehdy bylo 56 let. V řadách nejen českých a nejen okultistů způsobila senzaci, takže celkový náklad osmi tisíc výtisků byl velice rychle vyprodán. Po dvou letech roku 1925 vyšel u Zmatlíka a Paličky druhý díl. Za autorova života se prvé dva díly Ohnivého keře dočkaly ještě druhého vydání. Upravený a rozšířený díl první vyšel podruhé v lednu 1930.
Roku 1930 u stejných nakladatelů vyšel i závěrečný třetí díl série. Díl druhý vyšel znovu roku 1933, rovněž opravený a rozšířený, ale jen nepatrně. Po Weinfurterově smrti připravil k vydání první díl ještě dvakrát jeho následovník Otakar Čapek, třetí vydání v roce 1947 v nakladatelství B. Stýbla v Praze. Byla to kniha většího formátu než vydání Zmatlíkova a s barevnou obálkou od Jaroslava Lukavského. R. 1947 vyšla opatrným nákladem 2500 výtisků a byla prakticky ihned rozebrána. Stýblo proto hned v roce následujícím přistoupil na čtvrté vydání v nákladu 3000 výtisků. Obě tato vydání vyšla ve dvou verzích – brožované i vázané v tvrdých deskách s papírovou obálkou, na níž byla kresba J. Lukavského. I tato vydání lze považovat za upravená a doplněná poznámkami O. Čapka.
Německé a anglické vydání „Ohnivého keře“ vyšla obě poprvé v roce 1930.
V němčině se kniha jmenovala „Der Brennende Busch. Der entschleierte Weg der Mystik“ a měla 635 stran. Další vydání (vydavatelství Lorch-Renatus, později Karl Rohm, Württemberg) z let 1949, 1953, 1957, 1962 a 1986 měla 342 stran.
V angličtině byla kniha překladateli Arnoldem Capletonem a Charlesem Ungerem přejmenována na „Man's Highest Purpose (The Lost World Regained)“, tedy „Nejvyšší účel člověka (Znovunabytí ztraceného světa)“ a vydal ho londýnský nakladatel Rider and Co. Novodobě byla kniha anglicky vydána ve stejném překladu dvakrát v 90. letech minulého století v nakladatelství Kessinger Publishing Company, poprvé v lednu 1992 a podruhé dotisk shodného vydání v březnu 1997. V letech 2005 a 2006 vydal Kessinger několik brožurek, jež obsahují tematické výňatky z knihy.
V Anglii byl „Ohnivý keř“ hned po jeho prvním londýnském vydání zařazen do tzv. Standard Works of Occultism a je také jedním ze základních děl knihovny nejvyšší rady Societas Rosicruciana in Anglia. Dílo je dobře známo a citováno i mezi rosekruciánskými apod. okultními badateli v USA[zdroj⁠?!].
Ohnivý keř byl "povinnou četbou" a návodem k duchovním cvičením ve spolku praktických mystiků Psyché, který se kolem autora díla soustředil převážně ve 30. letech min. století, a stál na počátku cesty většiny tuzemských alternativních (mimo církev stojících) duchovních učitelů, jako byli K. Makoň, F. Drtikol, E. Tomáš, J. Vacek, J, Kočí, B. Hejhal, J. Scheufler a mnozí jiní. V dobách komunistické nesvobody bylo dílo v nejrůznějších formách kopírováno a ofocováno, a ač vyšlo již v sedmi českých vydáních, je stále žádáno a za jeho původní vydání se platí dosti vysoké sumy na aukcích a v antikvariátech[zdroj⁠?!].

## Seznam českých vydání Ohnivého keře
Ohnivý keř. Odhalená cesta mystická, díl I.

obsah: Úvod, I. Pojem mystiky, zvláště křesťanské, II. Mystické školy, III. Vůdce a jeho styky s žákem, IV. Meditace a koncentrace, V. Tichá koncentrace u světců křesťanských *), VI. Cvičení mantrická, VII. Původ mantrických cvičení, VIII. Výňatky z některých mystiků středověkých, IX. Mystické stavy, X. Vnitřní slovo, XI. Výsledky mystického školení, XII. Mystika a karma
	obsahuje 4 vyobrazení, 2 ideografy a tabulky v textu

- 1. vydání Zmatlík a Palička (Knihovna šťastných lidí, sv. XXXVII.), Praha-Letná 1923, 257 stran

	na obálce rytina Wiliama Blakea znázorňující mystickou svatbu (stejná je i uvnitř knihy);

toto vydání vyšlo i dotiskem, který však má univerzální vydavatelovu obálku bez ilustrace

- 2. vydání Zmatlík a Palička (Knihovna šťastných lidí, sv. XXXVII.), Praha-Letná 1930, 289 stran

na obálce rytina Wiliama Blakea

- 3. vydání B. Stýblo (Psyche, knihovna duchovní filosofie pro všechny, sv. I.), Praha 1947, 240 stran

obálka s barevnou kresbou Jaroslava Lukavského

- 4. vydání B. Stýblo (Psyche, knihovna duchovní filosofie pro všechny, sv. I.), Praha 1948, 240 stran

obálka s barevnou kresbou Jaroslava Lukavského

- 5. vydání Psyché, Jablonec nad Nisou 1992 (reprint třetího vydání), 240 stran

na obálce reprodukce ze staré francouzské knihy hermetických rytin (převzato z revue „Psyche“ roč. VIII./1931)

- 6. vydání Glóbus (Živá díla minulosti, sv. 13), Bratislava 1998, 310 stran

obálka akad. malíř Ondrej Bartko 

- 7. vydání J.W.Hill, podtitul na obálce: „Základní dílo české mystiky“, Olomouc 2000 (reprint třetího vydání), 240 stran

Pozn.: *) V. kapitola byla zařazena až do druhého vydání
Kniha je autorem věnována jeho manželce Boženě.

Druhé vydání vyšlo pod stejným edičním číslem jako vydání první, avšak doplněné a podstatně rozšířené.

První až páté vydání obsahují fotografie K. Weinfurtera (autorem snímků ve třetím až pátém vydání je František Drtikol). Třetí a čtvrté vydání obsahují předmluvu Otakara Čapka a byla rovněž doplněna a rozšířena o Čapkovy poznatky. Název pátého vydání obsahuje i Weinfurterem v revue „Psyche“ běžně uváděné označení „I. díl“. U šestého vydání je sporné, zda sem má být vůbec zařazeno; pod názvem „Ohnivý keř“ vyšla totiž v Glóbusu zkrácená podoba všech tří částí tohoto díla. Zařadili jsme jej sem kvůli shodnému názvu, pod kterým lze titul dohledat v knihovnách atd. Toto vydání na rozdíl od jiných obsahuje jen 3 vyobrazení.

Ohnivý keř, díl II.

takto se obvykle označuje kniha, která však vyšla pod titulem: 

J. B. Kerning: Testament 

K. Weinfurter: Praktická mystika – II. díl Ohnivého keře

obsah: Předmluva překladatelova, Testament, Jak se naučiti umění, Poznámky k předmluvě, Poznámky k Testamentu, Praktická mystika: Úvod, I. Dvojí úsilí, II. Překážky na mystické cestě, III. Koncentrace, IV. Vnitřní člověk, V. Mystická symbolika, Znamení ze srdce nebeské matky: Úvod, Symboly, Znamení,týkající se Jezulátka, Symboly, Epilog 

- 1. vydání Zmatlík a Palička (Knihovna šťastných lidí, sv. XLV.), Praha-Letná 1925, 142 stran
- 2. vydání Zmatlík a Palička. (Knihovna šťastných lidí, sv. XLV.), Praha-Letná 1933, 142 stran

obálka prvního i druhého vydání obsahuje barevnou kresbu Krista na kříži od Václava Čutty.

Stejně jako v případě I. dílu i druhé vydání II. dílu „Ohnivého keře“ bylo upravené a rozšířené, i když jen detailně 

- 3. vydání Psyché (edice Psyché, sv. VIII.), Jablonec nad Nisou 1994, 103 stran

tato verze vychází z vydání druhého a obsahuje již oba tituly na obálce

Ohnivý keř – Praktická mystika, díl III. 

obsah: Předmluva, Úvod, Kapitola I. Osamocení, Kapitola II. Nesprávná cvičení koncentrační, Kapitola III. Mantra-jóga, Kapitola IV. Radža-jóga, Kapitola V. Hatha-jóga, Kapitola VI. Laya-jóga, Kapitola VII. Bhakti-jóga, Kapitola VIII. Lotosy, Kapitola IX. Předpověď boha Šivy o nynějším černém věku, Kapitola X. Mystika a alchymie, Kapitola XI. Mystické zření, Kapitola XII. O vnitřním Slovu, Kapitola XIII. Mystické vytržení čili samadhi, Kapitola XIV. Boží oheň, Kapitola XV. Mystická smrt, Kapitola XVI. O nadsmyslném životě, Kapitola XVII. Nové pokyny k mystickým cvičením, Kapitola XVIII. Některé výňatky ze středověkých mystiků, Kapitola XIX. Mystické sny, Kapitola XX. Písmo Ducha Svatého, Kapitola XXI. Znovuzrození, Doslov

- Zmatlík a Palička (Knihovna šťastných lidí, sv. LXV.), Praha-Letná 1930, 343 stran

na obálce rytina Wiliama Blakea, stejná jako u prvního dílu

## Seznam cizojazyčných vydání
Man's Highest Purpose (The Lost World Regained) 

(„Ohnivý keř“ pod titulem „Nejvyšší účel člověka – znovunabytí ztraceného světa“)

překlad prof. Arnold Capleton a Charles Unger

- I. vydání Rider and Co., Londýn 1930, 254 stran
- II. vydání Kessinger Publishing Company, leden 1992, 254 stran
- III. vydání Kessinger Publishing Company, březen 1997, dotisk

Der brennende Busch. Der entschleierte Weg der Mystik 

	(„Ohnivý keř aneb odhalená cesta k mystice“)

překlad Major Edm. Kobsa a Clara Adalberta Schmidt

- I. vydání Lorch, Renatus, Württemberg 1930, 365 stran
- II. vydání Lorch, Renatus, Württemberg 1949, 342 stran
- III. vydání Lorch, Renatus, Württemberg 1953, 342 stran
- IV. vydání Lorch, Renatus, Württemberg 1957, 342 stran
- V. vydání Karl Rohm, Württemberg 1962, 342 stran
- VI. vydání Karl Rohm, Württemberg 1976, 342 stran
- VII. vydání Karl Rohm, Württemberg 1986, 342 stran

Výňatky z knihy Man's Highest Purpose (The Lost World Regained):
The Origin of the Mantra Practices 

- Kessinger Pub., December 2005, 104 stran

The Mystical Schools 

- Kessinger Pub., December 2005, 48 stran

The Mystic and Karma 

- Kessinger Pub., December 2005, 48 stran

The Meaning of the Mystic in General and the Christian in Particular

- Kessinger Pub., December 2005, 48 stran

Meditation and Concentration

- Kessinger Pub., December 2005, 48 stran

The Mystical Stages

- Kessinger Pub., December 2005, 48 stran

The Mantra Practices

- Kessinger Pub., December 2005, 48 stran

Extracts from Some Mystical Works of the Middle Ages 

- Kessinger Pub., December 2005, 48 stran

The Inner Word

- Kessinger Pub., December 2005, 48 stran

 Results of the Mystical Practice

- Kessinger Pub., September 2006, 12 stran

The Leader and His Relation to His Disciple 

- Kessinger Pub., September 2006, 12 stran